# Nina Nesbitt
Nina Nesbitt (ur. 11 lipca 1994 w Livingston) – szkocka piosenkarka i autorka tekstów.

## Życiorys
Nesbitt urodziła się 11 lipca 1993 roku w Livingston i uczęszczała do małej szkoły w Bellsquarry. W wieku 12 lat przeprowadziła się do Balerno na przedmieściach Edynburga, gdzie uczęszczała do Balerno Community High School. Żadne z jej rodziców nie jest muzykalne – jej ojciec pracował w branży elektronicznej, a matka była przedszkolanką.
Nesbitt zaczęła grać na gitarze w wieku piętnastu lat. Po wysłuchaniu albumu Fearless Taylor Swift (2008) opublikowała swój pierwszy cover na YouTube. Jako dziecko brała udział w regionalnych i krajowych zawodach gimnastycznych, jako zawodniczka Pentland Rhythmic Gymnastics Club. Brała również udział w treningu szkockiej drużyny przed Igrzyskami Wspólnoty Narodów.

## Kariera
Debiutancki album The Apple Tree został wydany w kwietniu 2012 roku i osiągnął 6. miejsce na listach pobrań iTunes po tym, jak EP-ka została wyemitowana w BBC Radio 1. Kolejne The Way in the World EP i singiel zostały wydane 23 lipca 2013 roku jako kontynuacja „Stay Out”. W sierpniu 2013 roku nagrała cover „Don't Stop” Fleetwood Mac dla nowej kampanii reklamowej Johna Lewisa, dzięki czemu znalazła się na 61. miejscu listy przebojów.
Swój debiutancki album studyjny Peroxide Nesbitt wydała 17 lutego 2014 roku.
Jako autorka tekstów pisała dla innych artystów, m.in.: Jessie Ware, Olivii Holt, Don Diablo i The Shires.
W lutym 2019 Nesbitt wydała album studyjny The Sun Will Come Up, the Seasons Will Change. We wrześniu 2022 roku ukazał się album Älskar.

## Dyskografia
- Peroxide (2014)
- The Sun Will Come Up, the Seasons Will Change (2019)
- Älskar (2022)
- Mountain Music (2024)